# Stensele församling
Stensele församling är en församling i Södra Lapplands kontrakt i Luleå stift. Församlingen ligger i Storumans kommun i Västerbottens län. Församlingen ingår i Södra Lapplands pastorat.

## Administrativ historik
Församlingen bildades 17 mars 1815 som kapellförsamling ut ur Lycksele församling. Församlingen ingick till 3 oktober 1822 i pastorat med Lycksele församling för att därefter till 1 maj 1903 vara moderförsamling i pastoratet Stensele och Tärna. Från 1 maj 1903 till 2006 utgör församlingen ett eget pastorat. Mellan 1938 och 1988 uppdelad i två kyrkobokföringsdistrikt: Stensele kbfd (242101) och Umnäs kbfd (242102). Från 2006 till 2014 ingick församlingen i ett pastorat med Vilhelmina församling. Från 2014 ingår församlingen i Södra Lapplands pastorat.

## Kyrkor
- Stensele kyrka
- Storumans kåtakyrka
- Strömsunds kapell
- Umnäs kyrka
- Åskilje kyrka

## Series pastorum
- 1888–1927: Carl Fredrik Læstadius